# Pila occidentalis
Pila occidentalis là một loài ốc nước ngọt với một nắp, là động vật chân bụng sống dưới nước động vật thân mềm trong họ Ampullariidae, the cây táosnails. Loài này phân bố ở Angola, Namibia, và Zambia.